# Kasteel Hattem

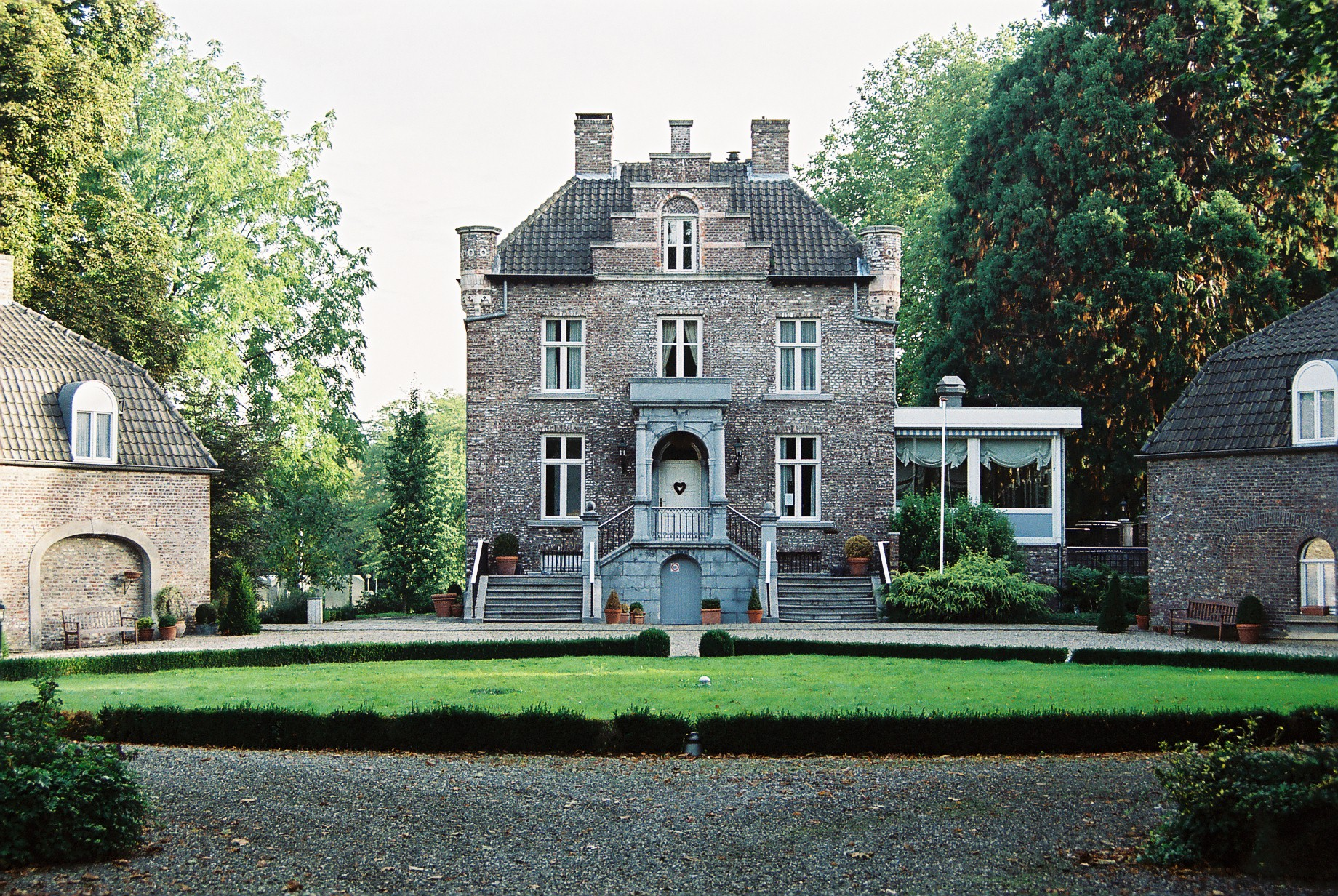
Kasteel Hattem

Kasteel Hattem is het kleinste kasteeltje van Nederland en gelegen in een landschapspark aan de Maastrichterweg 25 te Roermond.
Feitelijk gaat het om een huis met mogelijk een 17e-eeuwse kern, dat in 1710 werd verbouwd door Arnold Harterd van Holthausen. Het betreft een hoofdgebouw met bordes en trapgevel, dat geflankeerd wordt door arkeltorentjes, welke in de 19e eeuw werden toegevoegd. Links en rechts van het hoofdgebouw bevinden zich koetshuizen waarvan de oorsprong teruggaat tot einde 18e eeuw.
In 1934 werd het landgoed rondom het kasteel, met uitzondering van de door water omgeven kasteelplaats, voor publiek geopend.
Sedert 1989 bevindt zich in het kasteeltje een hotel-restaurant. Het geheel is geklasseerd als Rijksmonument.